# Píla (Lučenec)
Píla (em húngaro: Fűrész) é um município da Eslováquia, situado no distrito de Lučenec, na região de Banská Bystrica. Tem 7,55 km² de área e sua população em 2018 foi estimada em 255 habitantes.

## Demografia
| Ano:        | 1994 | 2004    | 2014   | 2024   |
| ----------- | ---- | ------- | ------ | ------ |
| Broj ljudi: | 293  | 262     | 265    | 251    |
| Razlika:    |      | -10,58% | +1,14% | -5,28% |

| Ano:               | 2023 | 2024   |
| ------------------ | ---- | ------ |
| Número de pessoas: | 251  | 251    |
| Diferença:         |      | +1,42% |